# Skuhrov (Boêmia Central)
Skuhrov é uma comuna checa localizada na região da Boêmia Central, distrito de Beroun.